# Вантроба, Павел Петрович
Павел Петрович Вантроба, — (16 февраля 1886 — 14 октября 1964, Ленинград) — кларнетист; заслуженный артист РСФСР (1939), педагог. В 1908 году окончил Петербургскую консерваторию, педагог кларнетист Василий Фёдорович Бреккер. В 1905—1818 годах работал в симфонических оркестрах в Одессе, Ялте, Ростове-на-Дону. С 1918 и 1950 год солист Ленинградского Театра оперы и балета им. Кирова.
Указом Президиума Верховного Совета РСФСР от 11 марта 1939 присвоено звание заслуженного артиста РСФСР.
Преподавал в Ленинградском музыкальном техникуме, в Музыкальном училище им. Римского-Корсакова.
Народный артист Казахской ССР И. Шерман отмечал: «В его игре поражала не виртуозная сторона дарования, хотя он в совершенстве владел „секретами“ кларнета; приковывая внимание, впечатлял его звук, лишенный „бутылочного“ оттенка, восхищала сочность звуков, тембр, содержательность и продуманность фразировки… Удивительное пение кларнета Вантробы — соло в „Карнавале“ Шумана, „Снегурочке“ Римского- Корсакова, „Лауренсии“ Крейна и многих других — до сих пор звучит в сердцах тех, кто соприкасался в работе с этим замечательным музыкантом».

## Примечание
1. 1 2  Болотин С. В. Вантроба Павел Петрович // Энциклопедический биографический словарь музыкантов-исполнителей на духовых инструментах. — 2-е изд., доп. и перераб. — М.: Радуница, 1995. — 358 с. — 4000 экз. — ISBN 5-88123-007-8.